# NGC 271
NGC 271 là một thiên hà xoắn ốc có thanh trong chòm sao Kình Ngư, được William Herschel phát hiện vào ngày 1 tháng 10 năm 1785.